# IMAM Ro.58
L'IMAM Ro.58 era un prototipo di caccia pesante bimotore ad ala bassa prodotto dall'azienda italiana IMAM (Industrie Meccaniche Aeronautiche Meridionali) nel 1942.

## Storia
Nel 1939 il Ministero dell'aeronautica emise una specifica per la fornitura di un caccia pesante da integrare nei reparti della Regia Aeronautica. Il bando di concorso invitava le aziende aeronautiche italiane a sottoporre il progetto alle commissione incaricata alle valutazioni comparative costituite da autorità militari.

### Sviluppo

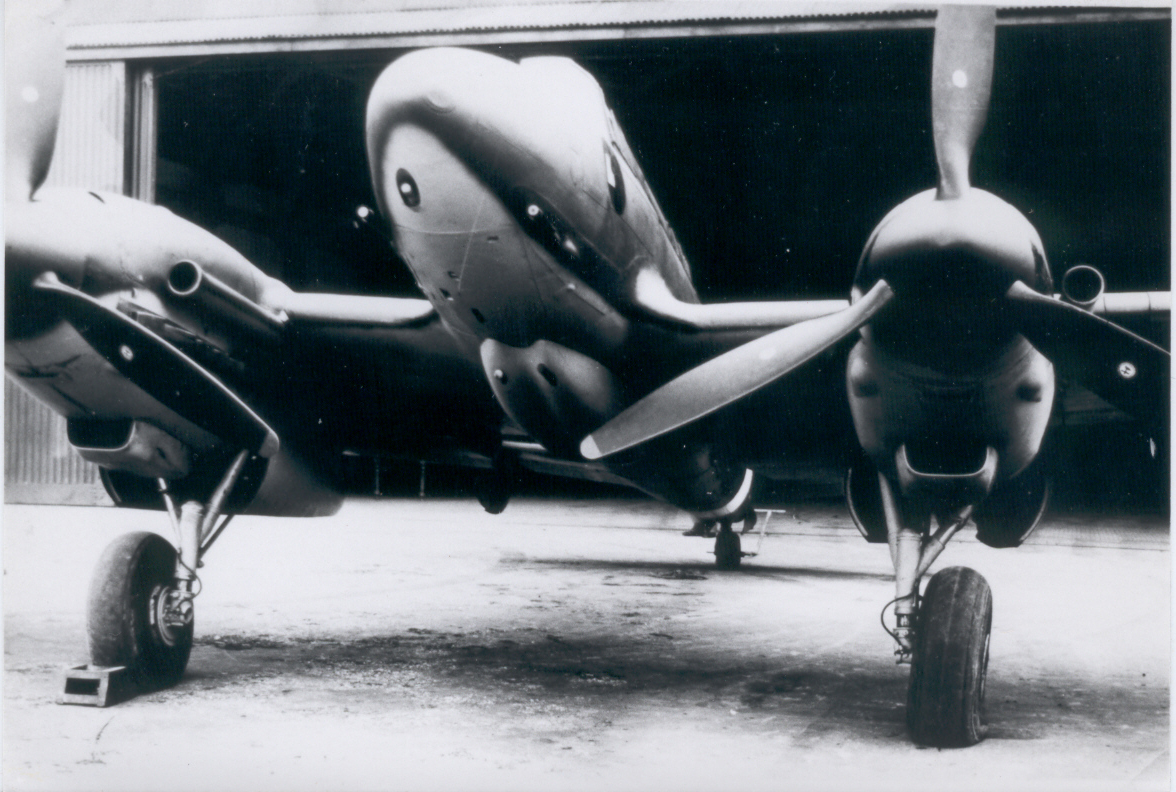
Il Ro.58, si nota la disposizione dell'armamento.

L'IMAM presentò un disegno realizzato dal gruppo di progettazione capeggiato dall'ingegner Giovanni Galasso, composto dall'Ing. Pietro Callerio, dal P.I. Otello Bucarelli e dal P.A. Arturo Ferrara, e basato sul suo precedente bombardiere a tuffo IMAM Ro.57bis, nato anch'esso come caccia ma diventato velocemente obsoleto in favore di altri velivoli di pari periodo. Del precedente modello conservava la tecnica costruttiva ovvero una fusoliera in lega leggera con rivestimento in duralluminio, ala bassa a sbalzo e carrello d'atterraggio anteriore completamente retrattile nelle gondole motore completato da un ruotino d'appoggio posteriore. Le differenze erano nella parte superiore della fusoliera, allungata per far posto alla postazione del mitragliere dotata di una Breda-SAFAT da 12,7 mm rivolta verso la parte posteriore, nell'adozione di una coda a impennaggio bideriva in luogo all'originale monoderiva e dall'adozione di motori V12 invertiti in luogo dei precedenti radiali Fiat A.74 RC.38.
Per motorizzare il prototipo si ricorse a una coppia di tedeschi Daimler-Benz DB 601 A-1 capaci di 1 100 CV (809 kW) cadauno.
Il Ministero dell'aeronautica autorizzò la costruzione di due esemplari a cui vennero assegnate le matricole MM.431 e MM.432 ma inizialmente l'azienda si concentrò su un unico esemplare la cui costruzione venne conclusa con notevole ritardo all'inizio del 1942.
Nel maggio successivo venne effettuato il primo volo di prova ai comandi del pilota collaudatore Adriano Mantelli nel quale si evidenziarono, pur nella constatazione delle ottime caratteristiche generali, alcuni problemi legati alla motorizzazione aggravati da un successivo volo dalla necessità di modificare la parte posteriore per ovviare alle interferenze aerodinamiche causate dall'interazione tra i flap e gli organi di coda.

### Impiego operativo
Risolti i problemi di gioventù il Ro.58 venne trasferito al Centro Sperimentale di Guidonia dove risultò all'altezza nelle prove di comparazione effettuate con il pari ruolo di produzione tedesca Messerschmitt Me 410 Hornisse (anche se solo a quote medio/basse) pur esigendo una particolare attenzione nel pilotaggio necessaria per gestire gli elevati valori di carico alare. Questa caratteristica limitava l'uso del velivolo, e dovendolo destinare a piloti esperti determinò l'accantonamento del progetto, anche in relazione alla lentezza dello sviluppo che, giunto oramai al 1943, doveva scontrarsi con le nuove esigenze dovute alle avverse sorti belliche italiane nella seconda guerra mondiale.
Dell'unico esemplare realizzato, dato che il secondo prototipo non fu mai costruito, si perse ogni traccia dopo l'Armistizio di Cassibile del settembre 1943. Parrebbe che i motori furono tolti al prototipo per riarmare dei caccia danneggiati nei giorni convulsi della primavera-estate 1943, quando oramai la Regia Aeronautica era in profonda crisi di materiale.

## Utilizzatori
Italia
- Regia Aeronautica

Operò con l'unico esemplare realizzato solamente in prove di valutazione.

## Velivoli comparabili
Germania
- Messerschmitt Me 410 Hornisse